# Leonhart Schröter
Leonhart Schröter (auch Leonhard Schröterus; * vermutlich 1532 in Torgau; † vermutlich 1601 in Magdeburg) war ein deutscher Komponist und lutherischer Kantor.

## Leben
Er besuchte 1545 bis 1547 die Fürstenschule in Meißen. Danach wirkte er 1561 bis 1576 als Stadtkantor in Saalfeld. Während dieser Zeit war er zudem von etwa Dezember 1571 bis November 1572 der erste Bibliothekar unter Herzog Julius von Braunschweig-Lüneburg (1528–1569) an dessen Bibliothek in Wolfenbüttel. 1576  wechselte Schröter als Kantor an die Altstädter Lateinschule in Magdeburg, wo er bis zu seiner Emeritierung 1595 verblieb.

## Werke
Als Komponist protestantischer Kirchenmusik veröffentlichte Schröter mehrere Sammlungen von Chorwerken, darunter:
- 55 geistliche Lieder für protestantische Gesangweise mit 4 bis 7 Stimmen. Wittenberg 1562.
- ein Te Deum (1576).
- Zwei Teile „Cantiones suavissimae quator vocis“. Erfurt 1576 und 1580.
- eine Partitur „Neue Weinacht Liedlein“. Helmstedt 1586/87.
- Hymni sacri. Erfurt 1587.